# Miami Open 2018
Il Miami Open 2018, noto anche come Miami Open presented by Itaú per motivi di sponsorizzazione, è stato un torneo di tennis che si è giocato su campi in cemento. È stata la 34ª edizione del Miami Masters, che fa parte della categoria ATP Tour Masters 1000 nell'ambito dell'ATP World Tour 2018, e della categoria Premier Mandatory nell'ambito del WTA Tour 2018. Sia il torneo maschile sia quello femminile si sono tenuti al Tennis Center at Crandon Park di Key Biscayne, vicino a Miami, dal 19 marzo al 1º aprile 2018.

## Partecipanti ATP

### Teste di serie
| Nazionalità          | Giocatore             | Ranking* | Testa di serie |
| -------------------- | --------------------- | -------- | -------------- |
| Svizzera             | Roger Federer         | 1        | 1              |
| Croazia              | Marin Čilić           | 3        | 2              |
| Bulgaria             | Grigor Dimitrov       | 4        | 3              |
| Germania             | Alexander Zverev      | 5        | 4              |
| Argentina            | Juan Martín del Potro | 6        | 5              |
| Sudafrica            | Kevin Anderson        | 8        | 6              |
| Belgio               | David Goffin          | 9        | 7              |
| Stati Uniti          | Jack Sock             | 11       | 8              |
| Serbia               | Novak Đoković         | 12       | 9              |
| Rep. Ceca            | Tomáš Berdych         | 13       | 10             |
| Stati Uniti          | Sam Querrey           | 14       | 11             |
| Spagna               | Roberto Bautista Agut | 15       | 12             |
| Argentina            | Diego Schwartzman     | 16       | 13             |
| Stati Uniti          | John Isner            | 17       | 14             |
| Italia               | Fabio Fognini         | 18       | 15             |
| Spagna               | Pablo Carreño Busta   | 19       | 16             |
| Australia            | Nick Kyrgios          | 20       | 17             |
| Francia              | Adrian Mannarino      | 22       | 18             |
| Corea del Sud        | Chung Hyeon           | 23       | 19             |
| Canada               | Milos Raonic          | 25       | 20             |
| Regno Unito          | Kyle Edmund           | 26       | 21             |
| Serbia               | Filip Krajinović      | 27       | 22             |
| Lussemburgo          | Gilles Müller         | 28       | 23             |
| Bosnia ed Erzegovina | Damir Džumhur         | 30       | 24             |
| Spagna               | Feliciano López       | 32       | 25             |
| Giappone             | Kei Nishikori         | 33       | 26             |
| Russia               | Andrej Rublëv         | 34       | 27             |
| Spagna               | David Ferrer          | 35       | 28             |
| Croazia              | Borna Ćorić           | 36       | 29             |
| Francia              | Richard Gasquet       | 37       | 30             |
| Spagna               | Fernando Verdasco     | 39       | 31             |
| Russia               | Karen Chačanov        | 41       | 32             |

* Ranking al 19 marzo 2018.

### Altri partecipanti
I seguenti giocatori hanno ricevuto una wild card per il tabellone principale:
- Marcos Baghdatis
- Christopher Eubanks
- Miomir Kecmanović
- Nicola Kuhn
- Mikael Ymer

I seguenti giocatori sono passati dalle qualificazioni:

- Darian King
- Michael Mmoh
- John Millman
- Rogério Dutra da Silva
- Calvin Hemery
- Ričardas Berankis
- Liam Broady
- Thanasi Kokkinakis
- Yuki Bhambri
- Cameron Norrie
- Bjorn Fratangelo
- Alex de Minaur

Il seguente giocatore è entrato nel tabellone principale come lucky loser:
- Mirza Bašić

### Ritiri
Prima del torneo
- Julien Benneteau → sostituito da  Ivo Karlović
- Pablo Cuevas → sostituito da  Frances Tiafoe
- Federico Delbonis → sostituito da  Mirza Bašić
- Aleksandr Dolhopolov → sostituito da  Radu Albot
- Philipp Kohlschreiber → sostituito da  Lukáš Lacko
- Paolo Lorenzi → sostituito da  Jérémy Chardy
- Florian Mayer → sostituito da  Vasek Pospisil
- Gaël Monfils → sostituito da  Nicolás Jarry
- Andy Murray → sostituito da  Thomas Fabbiano
- Rafael Nadal → sostituito da  Maximilian Marterer
- Lucas Pouille → sostituito da  Víctor Estrella Burgos
- Albert Ramos Viñolas → sostituito da  Michail Južnyj
- Andreas Seppi → sostituito da  Nicolás Kicker
- Dominic Thiem → sostituito da  Marius Copil
- Jo-Wilfried Tsonga → sostituito da  Dušan Lajović
- Stan Wawrinka → sostituito da  Taylor Fritz

## Partecipanti WTA

### Teste di serie
| Giocatrice  | Nazionalità              | Ranking* | Testa di serie** |
| ----------- | ------------------------ | -------- | ---------------- |
| Romania     | Simona Halep             | 1        | 1                |
| Danimarca   | Caroline Wozniacki       | 2        | 2                |
| Spagna      | Garbiñe Muguruza         | 3        | 3                |
| Ucraina     | Elina Svitolina          | 4        | 4                |
| Rep. Ceca   | Karolína Plíšková        | 6        | 5                |
| Lettonia    | Jeļena Ostapenko         | 5        | 6                |
| Francia     | Caroline Garcia          | 7        | 7                |
| Stati Uniti | Venus Williams           | 8        | 8                |
| Rep. Ceca   | Petra Kvitová            | 9        | 9                |
| Germania    | Angelique Kerber         | 10       | 10               |
| Regno Unito | Johanna Konta            | 14       | 11               |
| Germania    | Julia Görges             | 13       | 12               |
| Stati Uniti | Sloane Stephens          | 12       | 13               |
| Stati Uniti | Madison Keys             | 15       | 14               |
| Francia     | Kristina Mladenovic      | 19       | 15               |
| Stati Uniti | Coco Vandeweghe          | 16       | 16               |
| Slovacchia  | Magdaléna Rybáriková     | 18       | 17               |
| Russia      | Svetlana Kuznecova       | 27       | 18               |
| Russia      | Dar'ja Kasatkina         | 11       | 19               |
| Lettonia    | Anastasija Sevastova     | 17       | 20               |
| Australia   | Ashleigh Barty           | 20       | 21               |
| Belgio      | Elise Mertens            | 21       | 22               |
| Russia      | Anastasija Pavljučenkova | 25       | 23               |
| Russia      | Elena Vesnina            | 43       | 24               |
| Rep. Ceca   | Barbora Strýcová         | 24       | 25               |
| Australia   | Dar'ja Gavrilova         | 26       | 26               |
| Spagna      | Carla Suárez Navarro     | 23       | 27               |
| Estonia     | Anett Kontaveit          | 28       | 28               |
| Paesi Bassi | Kiki Bertens             | 29       | 29               |
| Polonia     | Agnieszka Radwańska      | 32       | 30               |
| Cina        | Zhang Shuai              | 30       | 31               |
| Romania     | Sorana Cîrstea           | 33       | 32               |

* Ranking al 19 marzo 2018.

** Teste di serie al 5 marzo 2018.

### Altre partecipanti
Le seguenti giocatrici hanno ricevuto una wild card per il tabellone principale:
- Amanda Anisimova
- Viktoryja Azaranka
- Claire Liu
- Bethanie Mattek-Sands
- Whitney Osuigwe
- Bernarda Pera
- Ajla Tomljanović
- Serena Williams

Le seguenti giocatrici sono entrate nel tabellone principale passando dalle qualificazioni:

- Monica Niculescu
- Polona Hercog
- Natal'ja Vichljanceva
- Stefanie Vögele
- Rebecca Peterson
- Wang Yafan
- Alison Riske
- Andrea Petković
- Danielle Collins
- Viktorija Golubic
- Katie Boulter
- Sofia Kenin

La seguente giocatrice è entrata nel tabellone principale come lucky loser:
- Océane Dodin

### Ritiri
Prima del torneo
- Belinda Bencic → sostituita da  Océane Dodin
- Dominika Cibulková → sostituita da  Lara Arruabarrena
- Margarita Gasparjan → sostituita da  Madison Brengle
- Kateryna Kozlova → sostituita da  Verónica Cepede Royg
- Ana Konjuh → sostituita da  Kateryna Bondarenko
- Mirjana Lučić-Baroni → sostituita da  Julija Putinceva
- Peng Shuai → sostituita da  Alison Van Uytvanck
- Lucie Šafářová → sostituita da  Johanna Larsson
- Marija Šarapova → sostituita da  Jennifer Brady
- Laura Siegemund → sostituita da  Kristýna Plíšková

Durante il torneo
- Amanda Anisimova
- Zarina Dijas
- Kaia Kanepi
- Madison Keys
- Monica Niculescu

## Punti
| Torneo              | V    | F   | SF  | QF  | 4T   | 3T   | 2T   | 1T   | Q    | Q2   | Q1   |
| Singolare maschile  | 1000 | 600 | 360 | 180 | 90   | 45   | 25*  | 10   | 16   | 8    | 0    |
| Doppio maschile     | 1000 | 600 | 360 | 180 | 90   | 0    | N.D. | N.D. | N.D. | N.D. | N.D. |
| Singolare femminile | 1000 | 650 | 390 | 215 | 120  | 65   | 35*  | 10   | 30   | 20   | 2    |
| Doppio femminile    | 1000 | 650 | 390 | 215 | N.D. | N.D. | 120  | 10   | N.D. | N.D. | N.D. |

* I giocatori con un bye ricevono i punti del primo turno.

## Montepremi
| Event               | V          | F        | SF       | QF       | 4T      | 3T      | 2T      | 1T      | Q2     | Q1     |
| Singolare maschile  | $1,340,860 | $654,380 | $327,965 | $167,195 | $88,135 | $47,170 | $25,465 | $15,610 | $4,650 | $2,380 |
| Singolare femminile | $1,340,860 | $654,380 | $327,965 | $167,195 | $88,135 | $47,170 | $25,465 | $15,610 | $4,650 | $2,380 |
| Doppio maschile     | $439,350   | $214,410 | $107,470 | $54,760  | N.D.    | N.D.    | $28,880 | $15,460 | N.D.   | N.D.   |
| Doppio femminile    | $439,350   | $214,410 | $107,470 | $54,760  | N.D.    | N.D.    | $28,880 | $15,460 | N.D.   | N.D.   |

## Campioni

### Singolare maschile
John Isner ha battuto in finale  Alexander Zverev con il punteggio di 6(4)–7, 6-4, 6-4.
- È il tredicesimo titolo in carriera per Isner, il primo della stagione.

### Singolare femminile
Sloane Stephens ha battuto in finale  Jeļena Ostapenko con il punteggio di 7–6(5), 6-1.
- È il sesto titolo in carriera per la Stephens, il primo della stagione.

### Doppio maschile
Bob Bryan /  Mike Bryan hanno battuto in finale  Karen Chačanov /  Andrej Rublëv con il punteggio di 4-6, 7–6(5), [10-4].

### Doppio femminile
Ashleigh Barty /  Coco Vandeweghe hanno battuto in finale  Barbora Krejčíková /  Kateřina Siniaková con il punteggio di 6-2, 6-1.